# Верхний Искубаш
Верхний Искубаш (тат. Югары Өскебаш) — село в Кукморском районе Республики Татарстан, в составе Нижнеискубашского сельского поселения.

## Этимология
Топоним произошёл от татарского слова «югары» (верхний) и гидронима «Өскебаш» (Искубаш).

## География
Село находится на реке Искубаш, в 21 км к юго-востоку от районного центра —города Кукмора.

## История
Село Верхний Искубаш основано в XVII веке.
В сословном плане, в XVIII веке и вплоть до 1860-х годов, жителей села причисляли к государственным крестьянам. Их основными занятиями в то время были земледелие, скотоводство.
По сведениям из первоисточников, в начале XX столетия в селе действовали мечеть, мектеб, 2 мелочные лавки. В этот период земельный надел сельской общины составлял 959,2 десятины.
До 1920 года село входило в Лыябаш-Кляушскую волость Мамадышского уезда Казанской губернии. С 1920 года в составе Мамадышского кантона ТАССР. С 10 августа 1930 года в Таканышском, с 1 января 1932 — в Кукморском, с 10 февраля 1935 — в Таканышском, с 1 февраля 1963 — в Кукморском районах.
С 1931 года в селе действовали  коллективные сельскохозяйственные   предприятия (с 1994 г. коллективное сельскохозяйственное предприятие «Тан», с 2004 г. сельскохозяйственный производственный кооператив «Тан»), с 2007 года в составе общества с ограниченной ответственностью «Агрофирма «Тукай», с 2018 — общества с ограниченной ответственностью «Уныш».

## Население
| 1782 | 1859 | 1897 | 1908 | 1920 | 1926 | 1949 | 1958 | 1970 | 1979 | 1989 | 2002 | 2010 | 2017 |
| ---- | ---- | ---- | ---- | ---- | ---- | ---- | ---- | ---- | ---- | ---- | ---- | ---- | ---- |
| 39   | 477  | 753  | 860  | 892  | 1206 | 663  | 533  | 404  | 352  | 280  | 244  | 218  | 211  |

Национальный состав
По данным переписей населения, в селе проживают татары.

## Экономика
Сельское хозяйство, специализация на молочном скотоводстве.

## Инфраструктура
В селе работают начальная школа (с 1918 г.), клуб (с 1950 г.), библиотека (с 1956 г.), фельдшерско-акушерский пункт (с 2008 г.).

## Религия
В селе с 1993 года действует мечеть.

## Известные уроженцы
- С. А. Ахтямов (1926–2014, похоронен в городе Кукморе) – Герой Советского Союза, полковник, кавалер орденов Ленина, Красной Звезды, Красного Знамени, Отечественной войны 1-й степени, почётный гражданин города Казани.